# 穆特里施托克山
47°2′54.3″N 8°56′34.9″E / 47.048417°N 8.943028°E

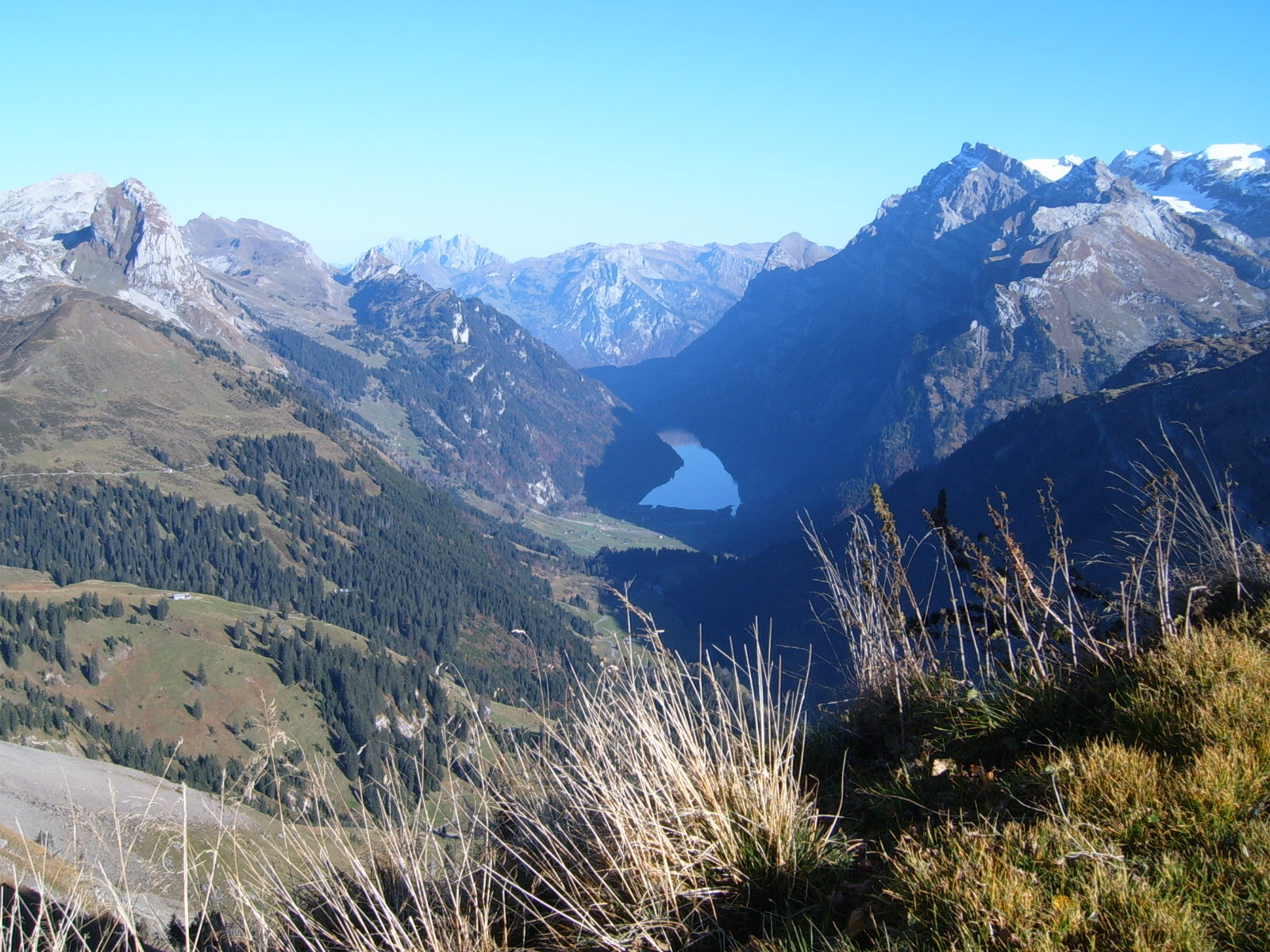

穆特里施托克山（Mutteristock），是瑞士的山峰，位於該國中部，處於施維茨州和格拉魯斯州接壤的邊界，屬於施維茨阿爾卑斯山脈的一部分，海拔高度2,294米。

## 外部連結
- Mutteristock on Hikr （页面存档备份，存于）